# Ceratopogon susunai
Ceratopogon susunai är en tvåvingeart som beskrevs av Remm 1974. Ceratopogon susunai ingår i släktet Ceratopogon och familjen svidknott. Inga underarter finns listade i Catalogue of Life.